# Loma Bonita, Cuautepec de Hinojosa
Loma Bonita är en ort i Mexiko.   Den ligger i kommunen Cuautepec de Hinojosa och delstaten Hidalgo, i den sydöstra delen av landet, 110 km nordost om huvudstaden Mexico City. Loma Bonita ligger 2 287 meter över havet och antalet invånare är 656.
Terrängen runt Loma Bonita är huvudsakligen kuperad, men västerut är den platt. Runt Loma Bonita är det ganska tätbefolkat, med 108 invånare per kvadratkilometer. Närmaste större samhälle är Tulancingo, 6,6 km väster om Loma Bonita. I omgivningarna runt Loma Bonita växer huvudsakligen savannskog.